# Teatro Marrucino
Le Teatro Marrucino est le principal théâtre de Chieti dans les Abruzzes, situé rue C. De Lollis.

## Historique
Il a été construit lors de premières décennies du XIXe siècle pour remplacer un ancien théâtre privé, situé en Largo Teatro Vecchio dont il ne subsiste que la façade. Il a été bâti sur une église déconsacrée (aux Saints-Étienne-et-Ignace) et a été dédié à saint Ferdinand, en l'honneur de Ferdinand Ier de Bourbon. Il n'a été bâti qu'en 4 ans, de 1813 à décembre 1817, sur le projet de Eugenio Michitelli de Teramo, en se basant sur le périmètre des murs de l'église abandonnée. Il n'existe aucun document sur la soirée d'inauguration, le 11 janvier 1818, mais il est possible que ce soit la Cenerentola de Gioacchino Rossini qui fit résonner le Real Teatro S. Ferdinando. En 1851, l'opéra faillit être détruit sur demande de l'archevêque de Chieti, Mgr Giosuè Maria Saggese, sur la base d'une loi de restitution de biens ecclésiastiques, mais la mobilisation des citoyens les plus influents fit capoter le projet. C'est en juin 1861, que le théâtre prit le nom de Marrucino qu'il garda jusqu'à nos jours. En 1872, la ville fait voter des crédits de restauration qui servent avant tout à créer une cinquième rangée de balcons (le loggione).
En 1874, c'est Luigi Samoggia qui est contacté pour la décoration : le plafond dispose d'une grande rosace qui sert également d'aération. C'est le peintre napolitain Giovanni Ponticelli qui est chargé de créer un somptueux rideau, intitulé Le triomphe sur les Dalmates Partini d'Asinio Pollione; Caius Asinius Pollio étant le seul habitant de Chieti à avoir laissé une trace notable dans l'histoire romaine. Dans ce théâtre eut lieu la première de La figlia di Iorio de Gabriele D'Annunzio (1904). En 1965, la restauration est décidée mais ce n'est que le 11 décembre 1972 que l'Académie nationale Sainte-Cécile de Rome, dirigée par Pier Luigi Urbini, y donna la célèbre ouverture de la Cenerentola de Rossini. Confié au commissaire extraordinaire Aurelio Bigi (nov. 1996), une nouvelle empreinte a été donnée à cette institution, en confiant à Sergio Rendine la direction artistique. Il a été reconnu comme Théâtre lyrique des Abruzzes
À la suite de l'unité italienne (1861), le nom est changé en Marrucino et dans les années 1870, des fonds sont mis en place pour le restaurer et changer la forme de la platée, rendue semi-circulaire. Les décorations sont confiées à Luigi Samoggia. Le long des parois, pour établir 8 secteurs, des médaillons représentant Pergolèse, Verdi, Goldoni, Alfieri, Shakespeare, Rossini, Paisiello et Goethe ont été installés. Le rideau représente le triomphe sur les Dalmates Partini par Asinius Pollion et est réalisé par Giovanni Ponticelli. Aux côtés de l'entrée, se trouvent deux sculptures en terre cuite, deux pages en dimension naturelle. Pendant la Seconde Guerre mondiale, le théâtre est entré en décadence, jusqu'à sa fermeture en 1950. Il fut rouvert dans les années 1970. Un conflit social a provoqué de nombreuses annulations (et le licenciement de l'orchestre) en 2010.

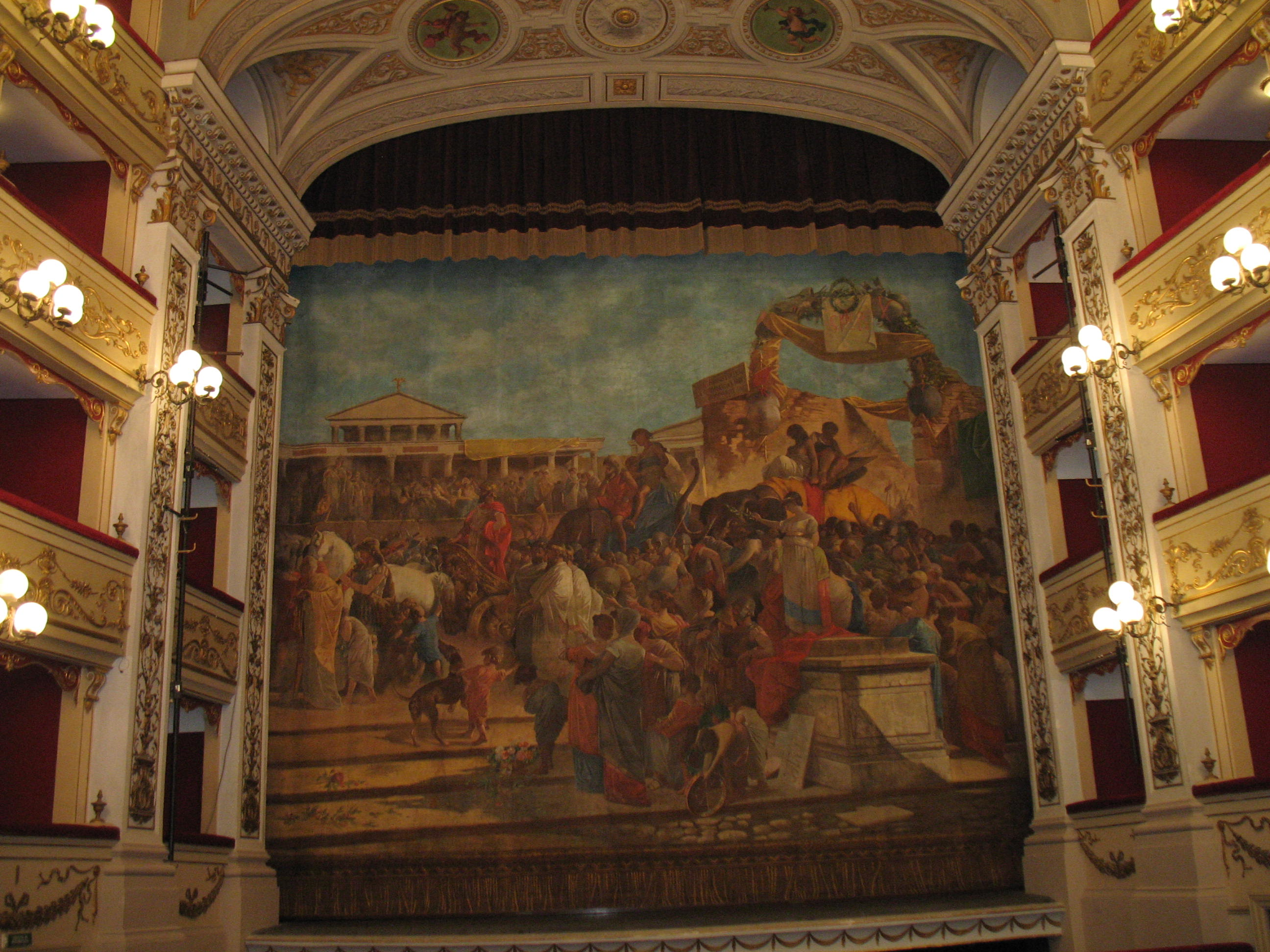
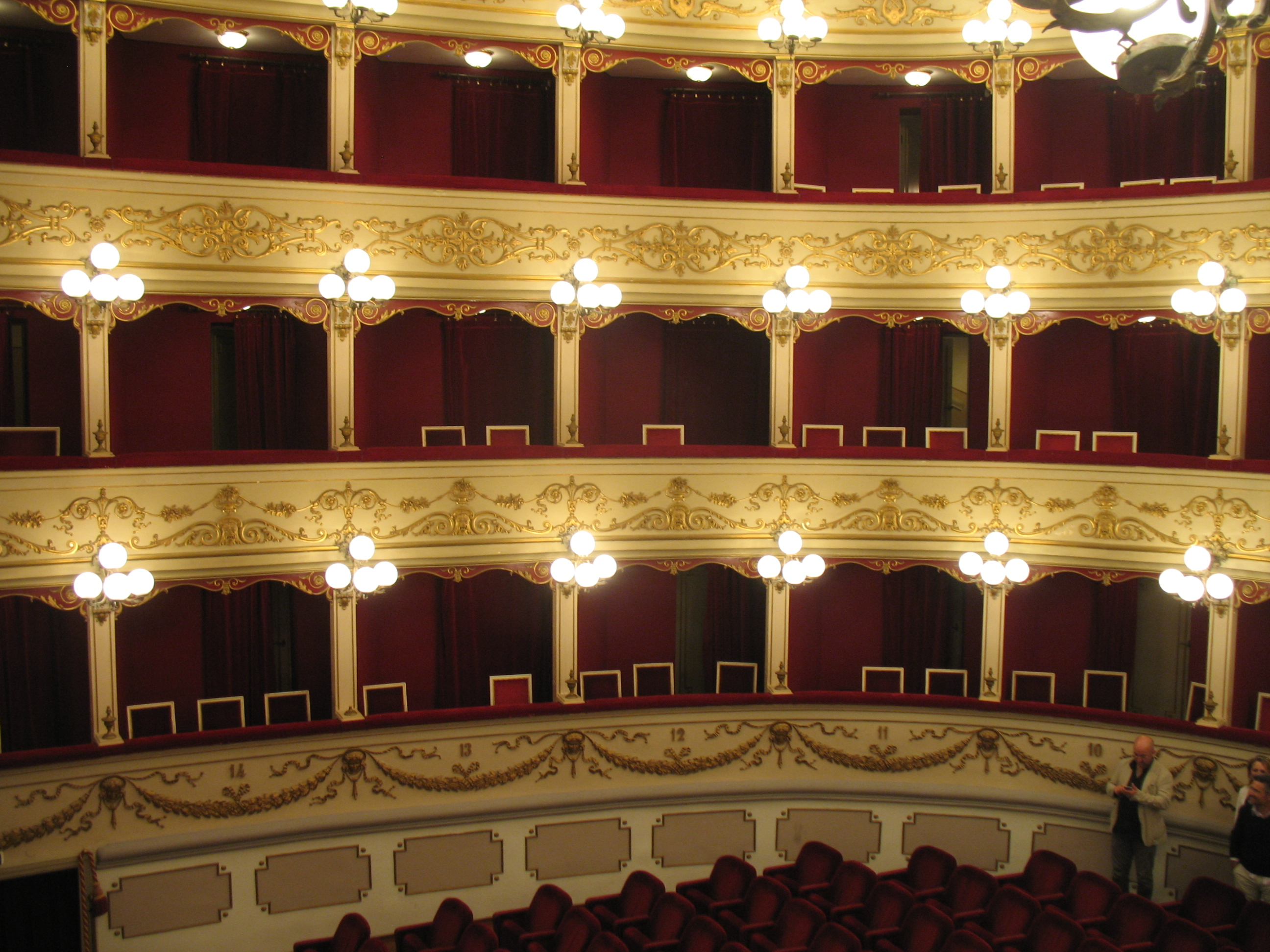
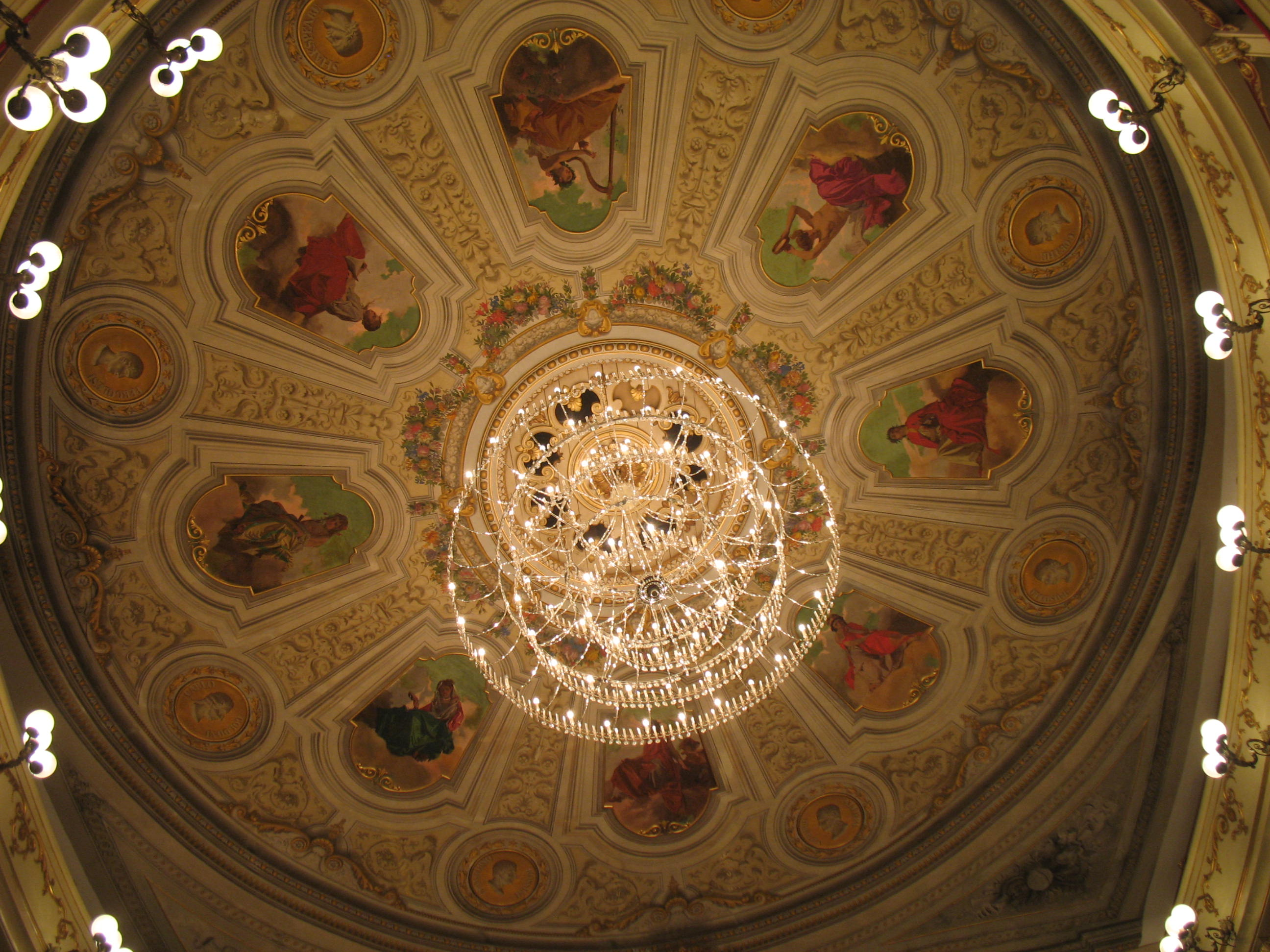
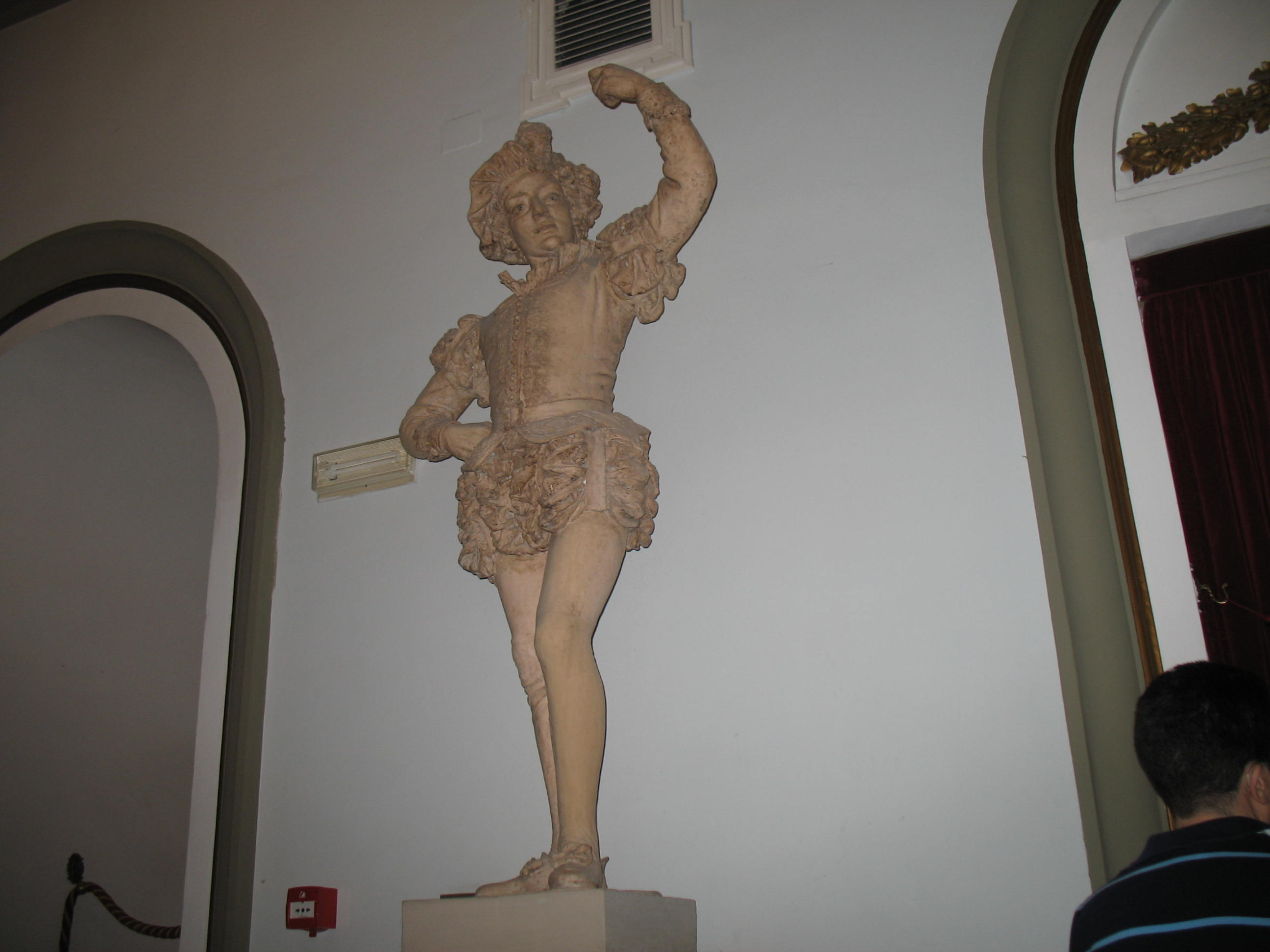
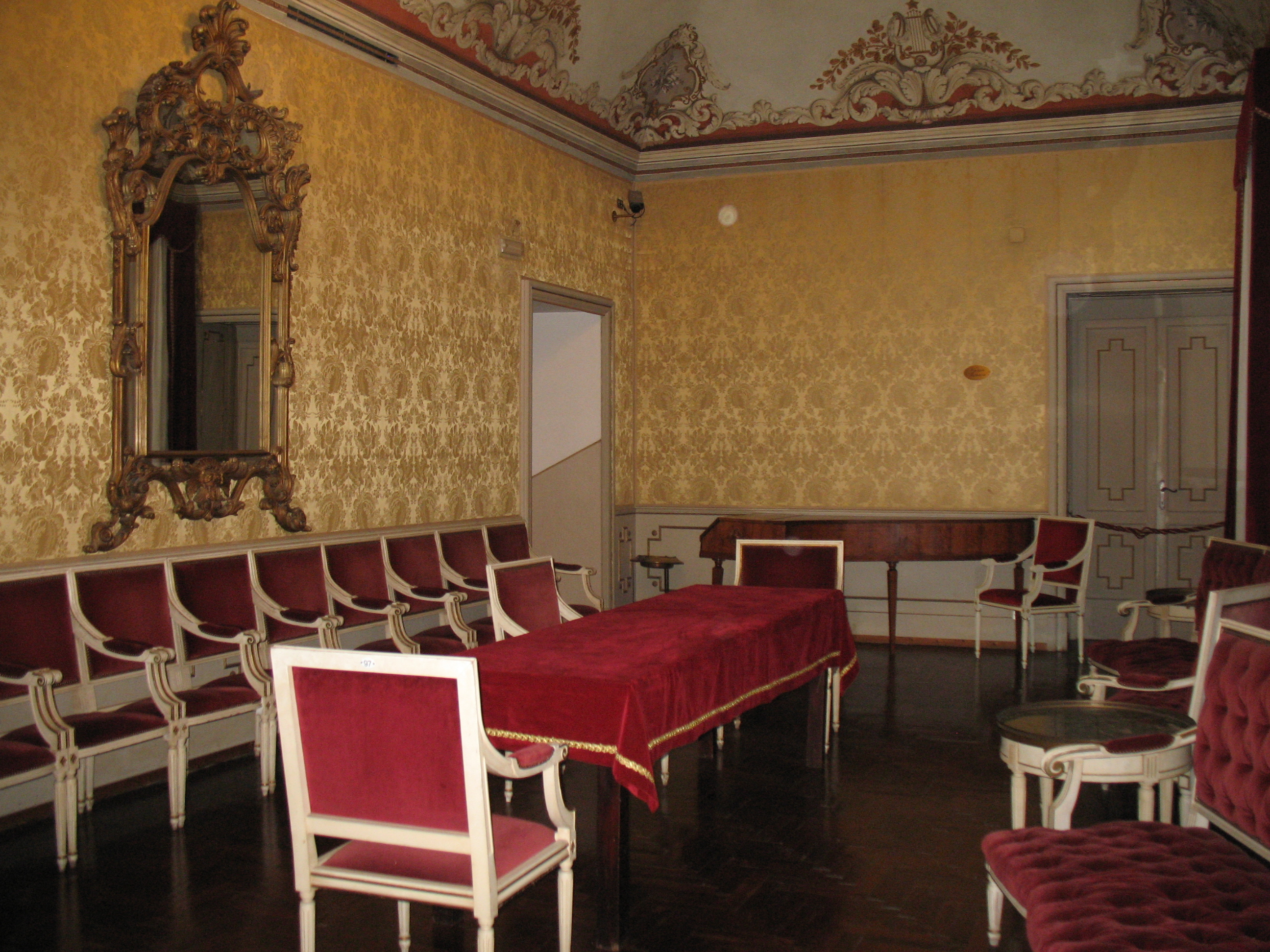